# 罗塞利
罗塞利，是西班牙瓦伦西亚自治区卡斯特利翁省的一个市镇。总面积75平方公里，总人口1245人（2001年），人口密度17人/平方公里。